# NGC 3507
NGC 3507 је спирална галаксија у сазвежђу Лав која се налази на NGC листи објеката дубоког неба.
Деклинација објекта је + 18° 8' 5" а ректасцензија 11h 3m 25,5s. Привидна величина (магнитуда) објекта NGC 3507 износи 11,9 а фотографска магнитуда 12,7. Налази се на удаљености од 19,8000 милиона парсека од Сунца. NGC 3507 је још познат и под ознакама UGC 6123, MCG 3-28-53, CGCG 95-100, KCPG 263B, PGC 33390.